# 규한
규한(閨恨)은 춘원(春園) 이광수(李光洙, 1892-?)의 작품이다. 1917년 1월 <학지광(學之光)> 11월호에 발표되었다. 한국 근대극으로서는 최초의 희곡다운 희곡이다. 이 극은 당시 지식인, 특히 도쿄(東京) 유학생들이 대부분 안고 있던 고민을 대변해줌으로서 시대성을 충분히 반영하고 있는데, 그 고민은 구식결혼(조혼)의 질곡과 거기에서 벗어나기 위한 자유연애와의 상극에서 오는 고민이었다. 그러나 이 극의 비극성(悲劇性)은 오히려 인습적인 결혼에 의해 희생된 본처의 정신적 파탄에 있다. 춘원은 사실성에 입각해서 이 작품을 쓰고 있지만 남편에게 버림받은 여인의 비극적 단면을 묘사하는데 있어서는 사실적인 표현을 넘어 환상적인 분위기를 자아내며, 거의 상징적인 효과까지 얻고 있다.